# Bluebikes
Bluebikes (à l'origine Hubway) est le système de vélos en libre service de la ville de Boston aux États-Unis.

## Historique
La ville de Boston avait une mauvaise réputation auprès des communautés de cyclistes. Le programme Boston Bikes lancé en 2007, ajoutant 56 kilomètres de pistes cyclables et 1600 espaces de stationnement pour cyclistes.
Hubway est mis en service le 28 juillet 2011. Il s'agit de la cinquième installation d'un parc de vélos en libre service dans une grande ville aux États-Unis. Le service est lancé avec 600 vélos et 61 stations. Le service arrive à Cambridge en 2012.
En 2014, la société exploitant le système Hubway, Alta Bicycle Share, est rachetée par Bikeshare Holdings LLC, puis devient Motivate début 2015. Motivate gère le système de vélos en libre service de la ville de Boston et de plusieurs autres grandes villes des États-Unis.
Fin 2019, Hubway devient Blue Bikes et passe à 3 000 vélos. En décembre 2023, Bluebikes met en circulation ses cinquante premiers vélos électriques.

## Description
Basé sur la technologie BIXI mis au point à Montréal par PBSC Solutions Urbaines, le système est géré, dans le cadre d'un partenariat public-privé, par la société Motivate, filiale de Lyft.
En 2017, le système comprend 1800 vélos répartis sur 180 stations et utilisés 1,3 million de fois par 15.000 membres. Le service fonctionne 7 jours sur 7, 24 heures sur 24 pendant le printemps, l'été et l'automne. Les vélos ne sont pas équipés en technologie (pas de GPS ou autre tracker) et leur localisation n'est possible que quand ceux-ci sont stationnés dans les espaces réservés à cet effet. Les usagers peuvent gagner des crédits en déplaçant les vélos dans la ville pour égaliser leur répartition.

## Tarifs
Comme pour des systèmes comparables dans d'autres villes, l'usager doit d'une part souscrire un abonnement et payer l'utilisation effective d'un vélo d'autre part.

Le tarif de l'abonnement est de :
- 60 $ pour un abonnement longue durée valable 1 an (registered membership)
- 12 $ pour 3 jours (casual membership)
- 5 $ pour une journée (24 heures) (casual membership)

La location d'un vélo est gratuite pendant la première demi-heure. Ensuite, les usagers doivent payer : 
- 2 $ pour la première demi-heure supplémentaire pour les membres casual ou 1,50 $ pour les abonnées longue durée
- 4 $ pour la deuxième demi-heure supplémentaire pour les membres casual ou 3 $ pour les abonnées longue durée
- 8 $ par demi-heure pour toute demi-heure supplémentaire pour les membres casual ou 6 $ pour les abonnées longue durée

Au coût exponentiel, ces tarifs sont conçus pour encourager une rotation rapide des vélos. La durée maximale de location est de 24 heures (100 $ pour les membres casual ou 75 $ pour les abonnées longue durée).